# Adams Musical Instruments
Adams Musical Instruments is een Nederlands concern en fabrikant van koper- en slagwerkinstrumenten. Adams Musical Instruments verkoopt zijn eigen instrumenten wereldwijd via de detailhandel. Zelf heeft het bedrijf twee blaas- en slagwerk speciaalzaken die bij de hoofdvestiging in Ittervoort en in Lummen (B) bekend zijn onder de naam Adams Music Centre.
Het familiebedrijf werd in 1970 opgericht door André Adams en wordt inmiddels geleid door zijn schoonzoon Frans Swinkels. In 2010 won Adams Musical Instruments de Koning Willem I prijs in de categorie midden- en kleinbedrijf. Nederlands meest prestigieuze ondernemingsprijs werd uitgereikt door koning Willem-Alexander.